# 迪贊·丹恩奴域
迪贊·丹恩奴域（Dejan Damjanović，1981年7月27日—），前蒙特內哥羅職業男子足球運動員，司職中鋒。

## 俱乐部

### 早年生涯
1998年，丹恩奴域在貝爾格萊德冼迪歷踢他第一場職業比賽，該季，他替球隊上陣21場射入6球。他於2000年加盟施利斯尼克，後來還在塞爾維亞和黑山聯賽球隊比薩尼積和祖高柏羅爾短暫效力。效力祖高柏羅爾期間更獲球會租借到沙地阿拉伯傳統强隊吉達艾阿里一個賽季，期間在各項賽事上陣10場射入6球。

### K联赛
2007年開始，他轉往K联赛發展，先后效力于仁川聯和FC首爾。他在曼聯亞洲之旅兩次射進曼聯的球門，惟球隊最後輸2比3。2011年-2013年连续三年获得K联赛最佳射手，是K联赛进球最多的外籍球员。

### 中超
2013年12月26日，他加盟中超球队江苏舜天。转会费为400万美元，年薪200万美元。
2014年7月17日，北京国安通过官方微博宣布从江苏舜天签下丹恩奴域，双方签约一年半。

### 再次效力K联赛
2016赛季，德扬自由身重新加盟FC首尔。
2018赛季，德扬在未得到FC首尔新合約的情況下，加盟另一支K联赛球隊水原三星藍翼。效力期間曾協助水原三星藍翼捧得南韓足協盃。
2019年12月，大邱FC宣布免費簽下德扬。

### 香港
2021年1月8日，傑志宣布免費簽下德扬·达米亚诺维奇。
2021年3月4日，丹恩奴域於港超下半場入替梅開二度，首替傑志建功，在旺角大球場有1130人入場下，以2：0擊敗天水圍飛馬，取得聯賽兩連勝。
2021年6月19日，香港足球明星選舉揭曉，效力傑志的丹恩奴域獲選為香港足球先生。今季轟入17球的他榮獲聯賽神射手，還入選香港足球明星，最佳11人的前鋒成為「三料足球先生」。
2021年6月27日，亞冠第二場，傑志以1-2敗給日本大阪櫻花，唯丹恩奴域在比賽中射入一球，令其以亞冠比賽累積38個入球打破李同國紀錄的37球，成為亞冠史上最多入球者。
2022年5月17日，港超賽季結束後，丹恩奴域於社交媒體宣佈離隊。
2023年6月，德揚約滿離開傑志。同年8月16日宣佈結束球員生涯。

## 國際賽
2008年10月16日，他首場代表蒙特內哥羅對陣意大利，他在2010年世界盃外圍賽對塞浦路斯梅開二度。

## 國際賽入球
| 日期           | 場地       | 對手     | 入球  | 賽果 | 性質               |
| -------------- | ---------- | -------- | ----- | ---- | ------------------ |
| 2009年6月6日   | 拉納卡     | 賽普勒斯 | 2入球 | 2–2  | 2010年世界盃外圍賽 |
| 2012年10月16日 | 基輔       | 乌克兰   | 1入球 | 1–0  | 2014年世界盃外圍賽 |
| 2013年3月26日  | 波德戈里察 | 英格兰   | 1入球 | 1–1  | 2014年世界盃外圍賽 |

## 榮譽

### 球會
貝爾格萊德工人
- 塞爾維亞與蒙特內哥羅乙級聯賽：2003–04

貝贊尼亞
- 塞爾維亞足球甲級聯賽：2005–06

沙特艾阿里
- 沙特王儲盃 亞軍：2006

FC 首爾
- K聯賽1：2010、2012、2016
- 南韓足總盃 亞軍：2016
- 南韓聯賽盃：2010
- 亞足聯冠軍聯賽 亞軍：2013

水原三星藍翼
- 南韓足總盃：2019

傑志
- 香港超級聯賽冠軍（2020–21季度）（2022–23季度）
- 香港足總杯冠軍（2022–23季度）
- 香港高級組銀牌冠軍（2022–23季度）

### 個人
- Serbian League Belgrade 球季最佳球員：2001–02
- Serbian League Belgrade 神射手：2001–02
- K聯賽1Players' Player of the Year：2010[9]
- 韓國聯賽盃神射手：2010[10]
- K聯賽1最佳十一人：2010、2011、2012、2013[a]
- K聯賽1神射手：2011、2012、2013
- K聯賽1最有價值球員：2012
- K聯賽1FANtastic Player：2012
- 亞足聯冠軍聯賽夢幻隊：2013[16]
- 亞足聯冠軍聯賽全明星陣容：2016、2018[17][18]
- 香港足球明星選舉 最佳十一人：2020-21
- 香港足球先生：2020-21

## 個人生活
他的女儿和儿子均在韩国出生。

## 外部連結
- 迪贊·丹恩奴域在 kleague.com上的出场纪录（韓語）
- FIFA Player Statistics （页面存档备份，存于）
- Club & Country Statistics （页面存档备份，存于）